# Floßbach (Eckbach)
Der Floßbach, am Oberlauf Landgraben, dort zur Unterscheidung von Gewässern gleichen Namens mitunter auch Grünstädter oder Grünstadter Landgraben genannt, ist ein 8,1 km langer Bach und ein linker Zufluss des Eckbachs in der nördlichen Vorderpfalz (Rheinland-Pfalz). Der Bach verläuft gänzlich auf den Gemarkungen der Stadt Grünstadt und der beiden zur Verbandsgemeinde Leiningerland gehörenden Ortsgemeinden Obersülzen und Dirmstein.

## Name
Der Name des Gewässers deutet darauf hin, dass es in der Vergangenheit der Trift von Scheitholz diente, das zu Heizzwecken aus dem nordöstlichen Pfälzerwald in die waldarme Rheinebene transportiert wurde. In der Region gibt es wenigstens vier weitere Bäche gleichen Namens: ebenfalls in der Vorderpfalz den Floßbach, einen Nebenarm des Speyerbachs innerhalb des Stadtgebiets von Neustadt an der Weinstraße, und den Floßbach, der vom Rehbach abgeleitet ist und der Isenach zufließt, sowie in der Westpfalz den Floßbach, der in den Mohrbach mündet, und den 800 m langen Floßbach, einen rechten Zufluss des Schwarzbachs unterhalb von Thaleischweiler-Fröschen.

## Geographie

### Verlauf
Der Floßbach entspringt keiner einzelnen Quelle, sondern fließt östlich des Bahnhofs in Grünstadt aus mehreren Quellbächen zusammen, die alle in den Hanglagen des oberen Stadtgebiets entspringen und Gräben genannt werden. Zu ihnen gehört vor allem der oberirdisch vom Luitpoldplatz zum Bahnhof herabfließende Wasserlauf, der im Volksmund Jägergraben oder Jägerbächel heißt. Die meisten anderen der Oberläufe werden dagegen im Innenstadtbereich unterirdisch geführt oder sind trockengefallen; in der aktuellen amtlichen Kartographie sind sie nicht mehr verzeichnet. Ihre Namen lassen sich jedoch in Flurbezeichnungen oder Straßennamen wie Auf dem Bleichgraben oder Am Wassergraben wiederfinden.
Das Wasser der Gräben sammelt sich östlich der Grünstadter Wohnbebauung und der Eisenbahnlinie und fließt auf 163 m Höhe zum Landgraben zusammen, der die städtische Kläranlage nördlich passiert. Unterhalb von ihr werden auch die geklärten Abwässer der Stadt in den Bach eingeleitet, bevor er nach Osten auf die Gemeinde Obersülzen zustrebt. Aus dem Straßendorf mündet von rechts der nur periodisch Wasser führende Sausenheimer Graben als einziger nennenswerter Zufluss.
Das nunmehr Floßbach genannte Gewässer fließt am Südhang eines langgestreckten niedrigen Höhenrückens entlang, der von Westen her in die Rheinebene hineinragt und zu dem der Wörschberg (165 m) und der Schneckenberg (143 m) gehören. Der Höhenrücken ist Teil der Wasserscheide zwischen den Einzugsgebieten des Eckbachs im Süden und des Eisbachs im Norden. Nach 4 km erreicht der Floßbach die Gemarkung von Dirmstein. Sein Bachbett fällt von Grünstadt bis hierher um fast 40 m ab. Im Laufe der Zeit hat es sich teilweise mehrere Meter tief in die örtlichen Lössschichten eingegraben. Am Südhang des Stahlbergs (134 m) entlang, der ebenfalls zur lokalen Wasserscheide gehört, zieht der Floßbach in einem weiten Rechtsbogen um Dirmstein herum nach Süden und unterquert die Landesstraße 453 (Grünstadt–Frankenthal). Unterhalb der ehemaligen Niedermühle und südöstlich des Neubaugebiets Nachtgärten mündet er auf 100 m Höhe von links in den Eckbach.
Der gut 8 km lange Lauf des Floßbachs endet 63 Höhenmeter unterhalb seiner Quelle, er hat somit ein mittleres Sohlgefälle von ungefähr 7,8 ‰.

### Zuflüsse
- Sausenheimer Graben (rechts), Länge 4,1 km, Einzugsgebiet 6,9 km²

## Natur und Umwelt

### Begradigung
In der zweiten Hälfte des 20. Jahrhunderts wurde der Floßbach vor allem auf Dirmsteiner Gemarkung begradigt. Dabei wurden am Unterlauf, um rechteckige Ackerflächen zu erhalten, auch drei scharfe Knicke eingebaut. Infolge der Begradigung nahm die ohnehin schon recht hohe Fließgeschwindigkeit noch weiter zu. Weil hierbei auch Überschwemmungsraum verloren ging, stieg mancherorts am Lauf das Hochwasserrisiko bei starken Regenfällen.

### Renaturierung

#### Oberlauf
In den Jahren von 2006 bis 2008 wurde der Bach zunächst auf Grünstadter und Obersülzer Gemarkung auf einer Strecke von 3,1 km renaturiert. Dabei blieb das alte Bachprofil auf 650 m erhalten; 1100 m wurden einseitig aufgeweitet und verändert, auf 1350 m wurde ein gänzlich neues Gewässerbett geschaffen. Zu beiden Seiten des Gewässers wurden bis zu 30 m breite flache Randstreifen angelegt. In der Folge sank die Fließgeschwindigkeit, es bildeten sich Altarme, Mäander und kleine Inseln. Offiziell abgeschlossen wurde die Renaturierung dieses Abschnitts am 14. August 2008 durch die damalige Umweltministerin von Rheinland-Pfalz, Margit Conrad.

#### Unterlauf
Noch intensiver als der Bereich am Oberlauf hatte das am Unterlauf in einer Senke gelegene Baugebiet Nördlich der Heuchelheimer Straße im Nordosten von Dirmstein zeitweilig unter großflächigen Überflutungen zu leiden; erstmals Ende Juni 1994 standen vier Keller bis zur Oberkante unter Wasser. Nach langjähriger Diskussion, während der es zu weiteren, allerdings kleineren Überschwemmungen kam, wurden im Jahre 2006 verschiedene Planvarianten zur Renaturierung des Baches und zur Schaffung von Überschwemmungsflächen vorgestellt. 2008 beschloss der Rat der damaligen Verbandsgemeinde Grünstadt-Land, das Gewässer auf einer Strecke von gut 1 km zu renaturieren. Die als ökologisch wertvoll eingestufte Maßnahme wurde vom Land Rheinland-Pfalz im Rahmen der Aktion Blau mit 90 % der Kosten bezuschusst, 10 % hatte die Verbandsgemeinde zu tragen.
Bei den Arbeiten, die im Oktober 2008 begannen, wurde zuerst einstiges Ackerland entlang des Baches abgetragen, das bei der früheren Flurbereinigung ins Eigentum der Gemeinde übergegangen war; so ließ sich eine Abflachung der bisher steilen Ufer erzielen. Dann legte man drei neue Teiche als Stauräume an, in die sich das Gewässer bei Starkniederschlägen seitlich ausbreiten kann. Die beiden oberen fassen 3500 m³ und 5500 m³ Wasser. Sie wirken, weil ihre jeweiligen Abflüsse unterschiedliche Querschnitte (am oberen Stauteich 80, am unteren 90 cm) besitzen, als echte Rückhaltebecken, die mehr Wasser nach unten abgeben können, als von oben zufließt. Der erste Teich wird bei einem sogenannten „Jahrtausendregen“ auf die angrenzenden Ackerflächen ausufern, für den so vergrößerten See dient wiederum ein eigens höher gelegter Wirtschaftsweg als Staudamm. Der dritte Teich kurz vor der Unterquerung der Landesstraße 453 vermag eine noch höhere Funktionsfähigkeit zu erreichen, wenn der Abfluss, der unter der Landesstraße durch eine Abknickung eingeschränkt ist, begradigt wird.

Januar 2010: Floßbach im Winter nach der Renaturierung
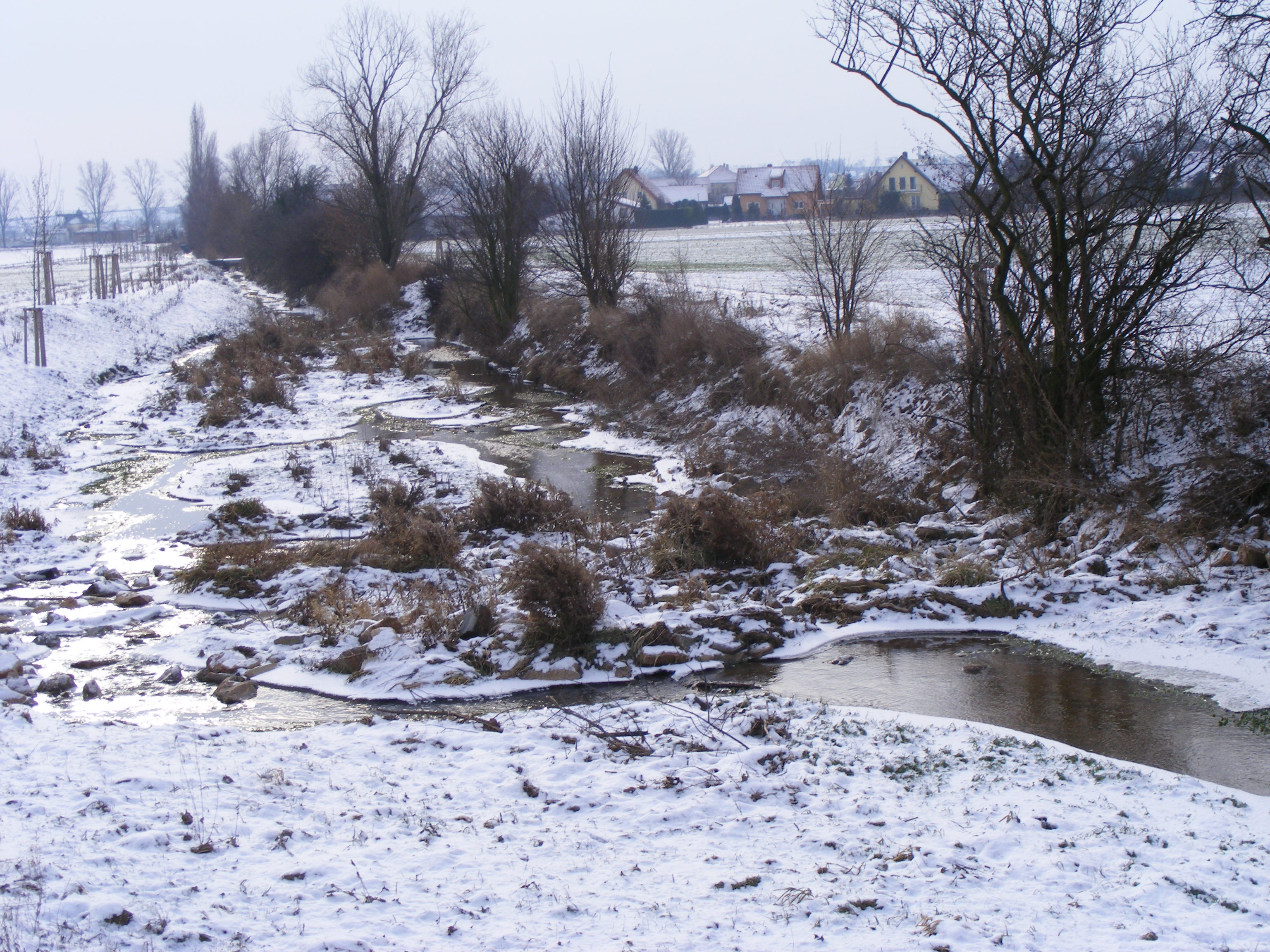
Mittleres Rückhaltebecken aus Norden
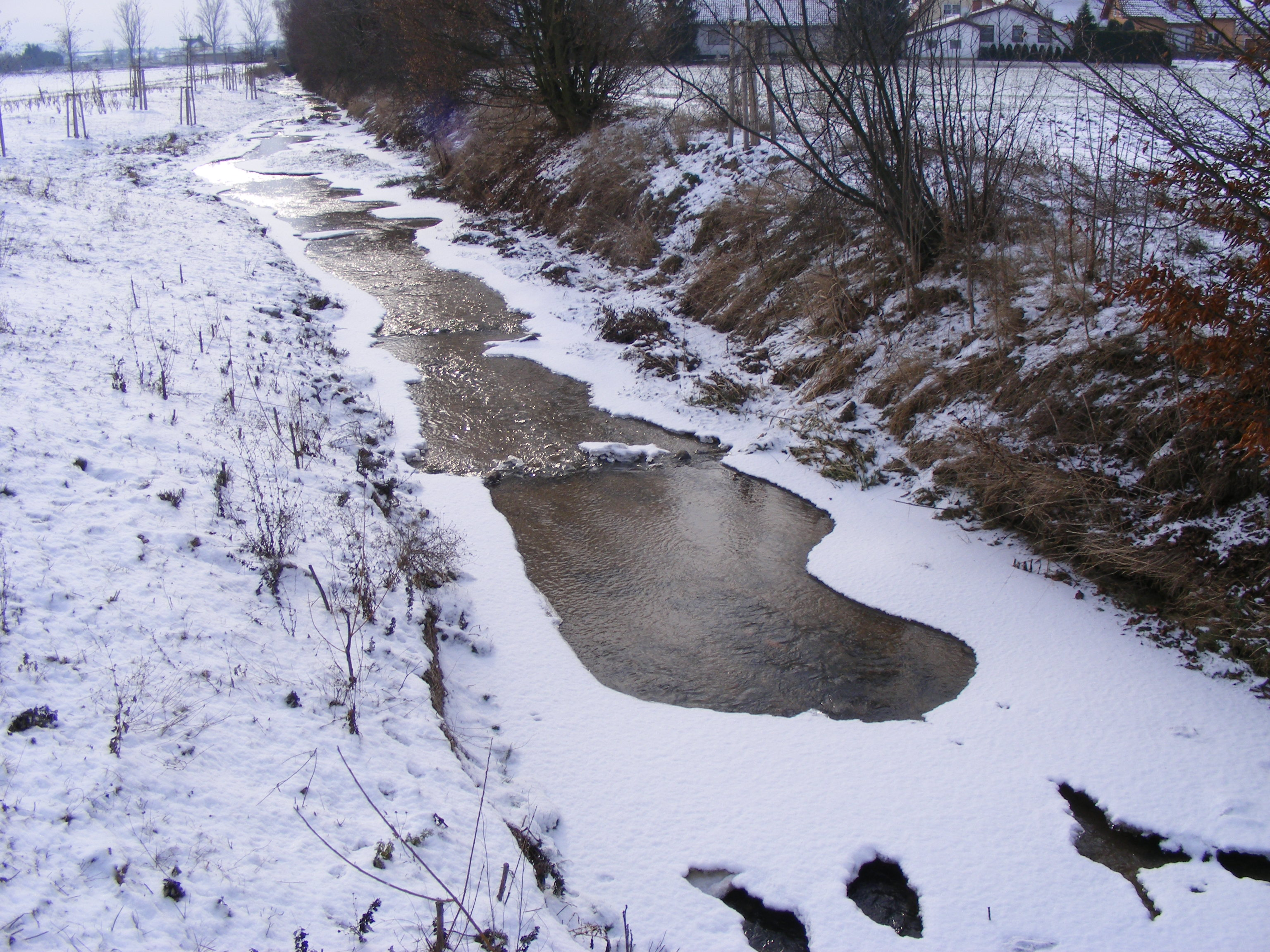
Unterhalb des mittleren Rückhaltebeckens
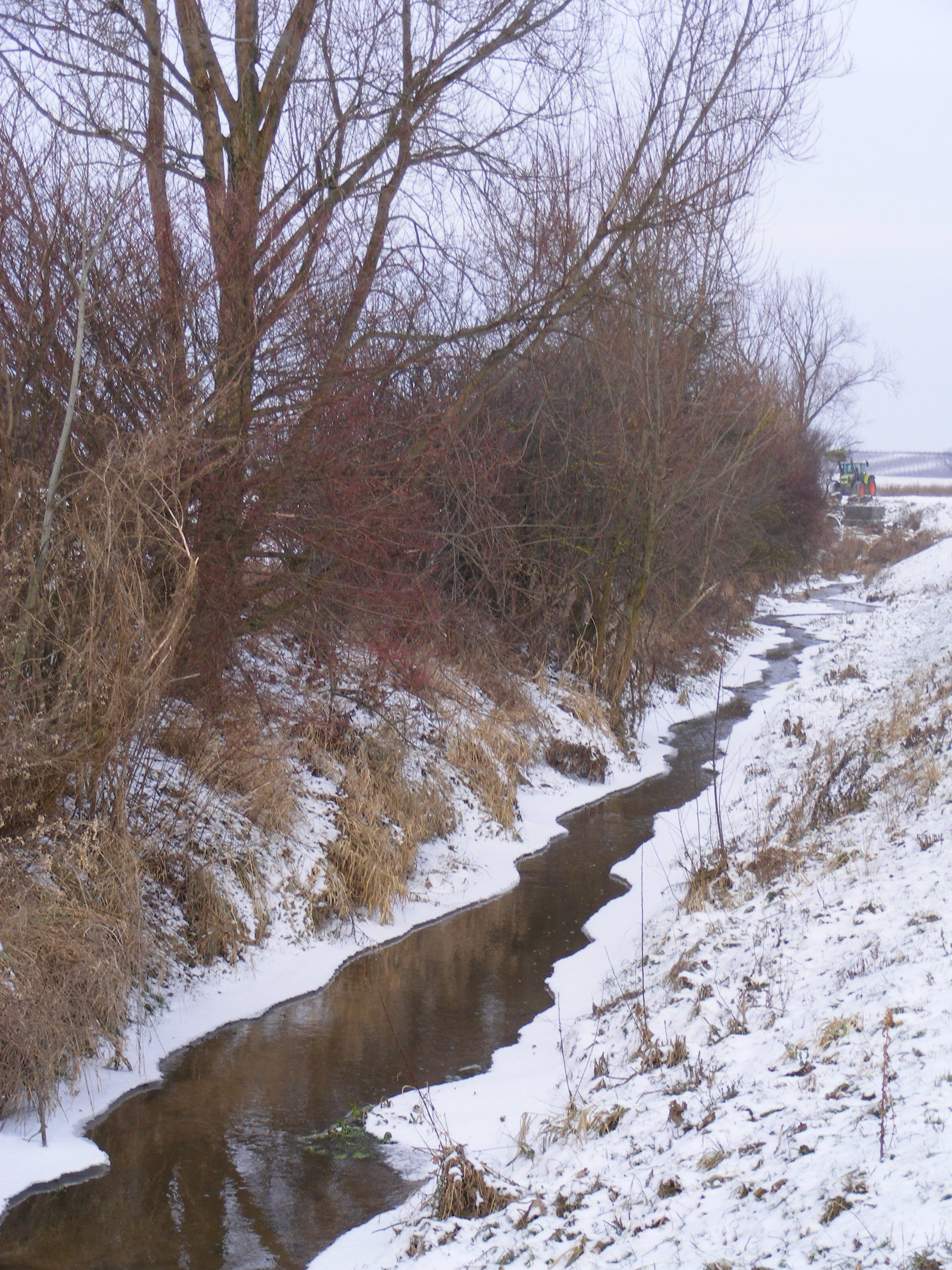
Oberhalb des unteren Rückhaltebeckens

Um die Fließgeschwindigkeit des Floßbachs durch Mäander zu reduzieren, versperrte man den geraden Wasserdurchlauf mit großen Steinbrocken. Insbesondere aber beseitigte man drei scharfe Laufknicke, indem man einen weit geschwungenen Bogen schuf und an dessen Ende das oberste der drei Rückhaltebecken anlegte. Nach Anpflanzung standorttypischer Bäume und Sträucher war die Renaturierung im Frühjahr 2009 abgeschlossen. Am 26. Mai desselben Jahres wurde der neu gestaltete Bachabschnitt von Sabine Röhl eingeweiht, der damaligen Landrätin des Kreises Bad Dürkheim; bei einem Starkregen in der Woche zuvor hatte sich da die Änderung schon bewährt.

### Biologie

Am unteren Floßbach
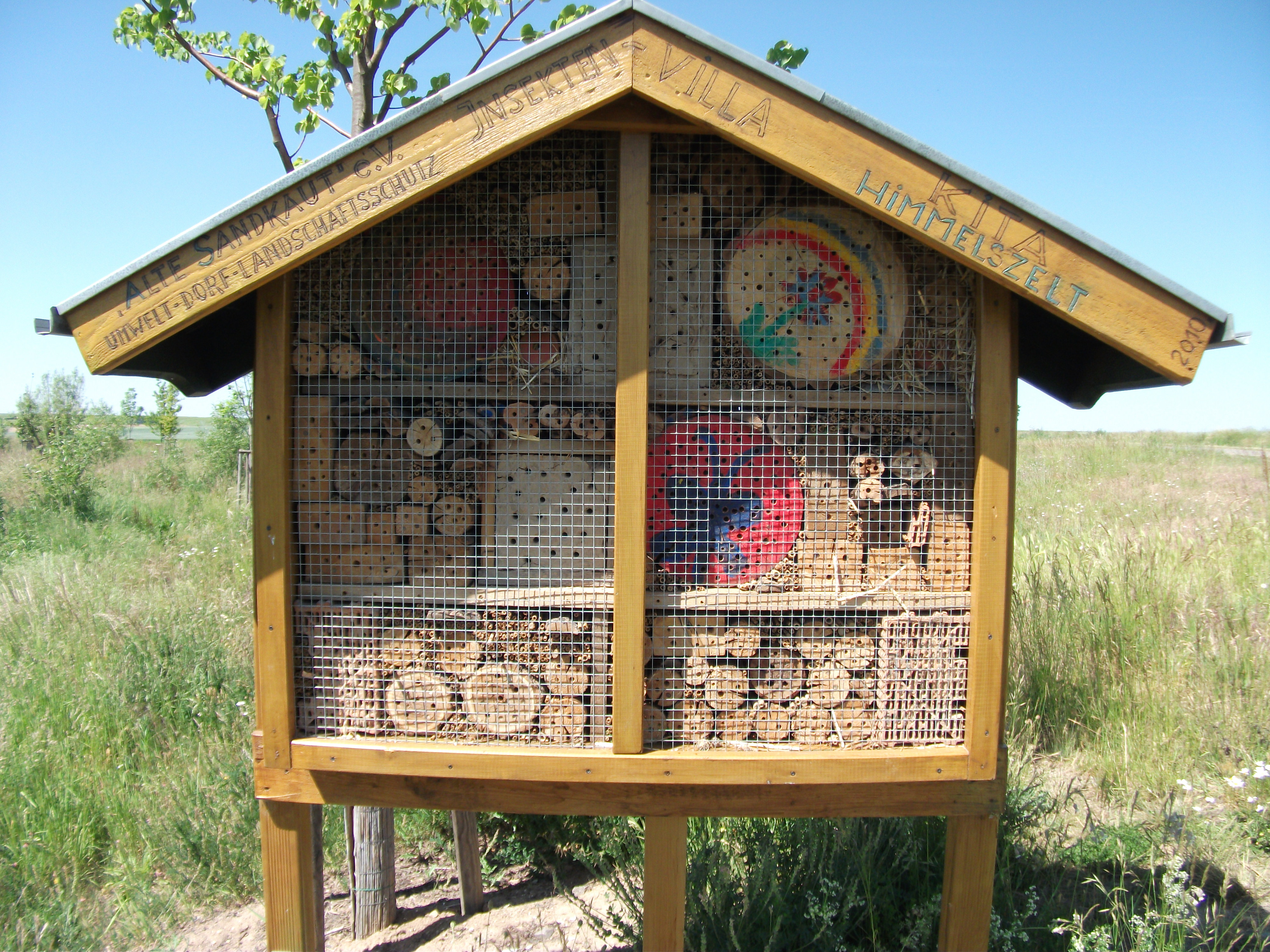
Vom Umweltverein Alte Sandkaut gefertigte „Insektenvilla“
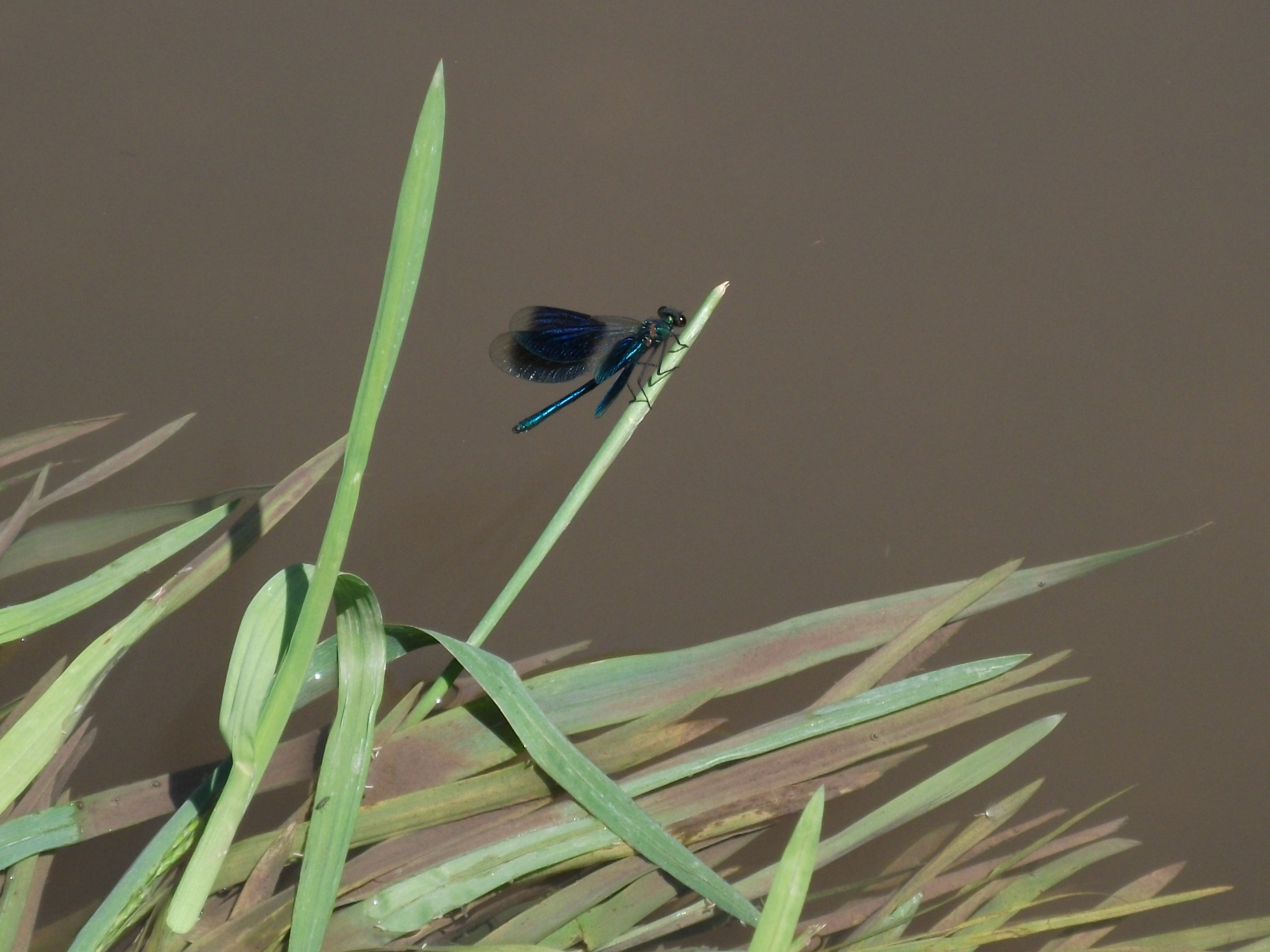
Gebänderte Prachtlibelle (Calopteryx splendens) am Floßbach

#### Fauna
Stockenten, Graureiher und ein Paar Rohrweihen nahmen 2009 als erste größere Vögel die Umbaumaßnahmen am Unterlauf an. Im Laufe des folgenden Sommers wurden auch vermehrt gewässertypische Insekten wie die Große Königslibelle, die Gebänderte Prachtlibelle, der Gelbrandkäfer und der Große Kolbenwasserkäfer sowie verschiedene Arten von Frosch- und Schwanzlurchen vorgefunden. Bei den Fröschen konnten Gras- und Teichfrosch sicher identifiziert werden, bei den Schwanzlurchen der Teichmolch. 2012 brütete erstmals wieder eine Wasseramsel unter einer der Floßbachbrücken. Seit 2013 werden auch Eichelhäher und Waldohreulen beobachtet. Über die Wasseramsel wurde 2014 erneut berichtet.

#### Flora
Den Unterlauf im Bereich der heutigen drei Rückhaltebecken säumten früher vor allem Pappeln, Birken, Salweiden, Schlehen sowie Kirschpflaumen; derartige Gehölze gedeihen weiterhin. Sogar einige aus Gärten „entwichene“ Oleander konnten sich ansiedeln und haben dank des günstigen Kleinklimas, das infolge des Wasserlaufs ausgeglichene Temperaturen und genügend Feuchtigkeit bietet, bis 6 m Höhe erreicht. Von den Pappeln, die aus der Mitte des 20. Jahrhunderts stammten, stand 2020 nur noch eine einzige. Durch Anpflanzung bzw. durch Sämlinge kamen mittlerweile Erlen, Wildkirschen, Holzäpfel sowie diverse Hartriegel- und Schneeballarten hinzu.

## Geschichte

### Lindesheim
Am Floßbach zwischen Obersülzen und Dirmstein lag am Südosthang des Wörschbergs das kleine Dorf Lindesheim, das bereits im Mittelalter um 1350 von seinen Bewohnern verlassen wurde; von der Wüstung sind zumindest oberirdisch keine Spuren mehr zu erkennen. Mit dem untergegangenen Dorf, an das die Lindesheimer Straße am Nordwestrand von Dirmstein erinnert, beschäftigt sich die Sage von der Geschichte der Dirmsteiner Glocken.

### Gräberfeld
In Dirmstein befand sich rechts des Floßbachs und nördlich seiner Mündung – das ist heute der Bereich des Ortseingangs von Heuchelheim her – in fränkischer Zeit (6. Jahrhundert) ein Gräberfeld (⊙), das in den 1980er Jahren archäologisch untersucht wurde. Die geborgenen Fundstücke wurden nach Speyer ins Historische Museum der Pfalz verbracht. Manche der mit den Funden befassten Experten vertreten sogar die Meinung, dass die Grabstätten zumindest teilweise schon zu alemannischer Zeit (5. Jahrhundert) in Gebrauch waren.